# Gunung Gentenggambir
Gunung Gentenggambir är ett berg i Indonesien.   Det ligger i provinsen Aceh, i den västra delen av landet, 1 600 km nordväst om huvudstaden Jakarta. Toppen på Gunung Gentenggambir är 805 meter över havet.
Terrängen runt Gunung Gentenggambir är huvudsakligen kuperad. Trakten runt Gunung Gentenggambir är nära nog obefolkad, med mindre än två invånare per kvadratkilometer. I omgivningarna runt Gunung Gentenggambir växer i huvudsak städsegrön lövskog.